# Magistrature d'influence
La magistrature d'influence est, contrairement à ce que son nom indique, le fait d'exercer un pouvoir politique de manière non coercitive, sans que les textes n'accordent nécessairement cette prérogative. 
Il s'agit, par exemple, des chefs d'État qui ont perdu la majorité de leurs compétences décisionnelles mais conservent tout de même un poids politique important. 
On peut citer le cas de la reine d'Angleterre, qui peut adresser des observations privées aux ministres ; ou encore celui des Présidents de la République française sous la IIIe et la IVe République. 
Dans un régime parlementaire, la magistrature d'influence du Président s'analyse "en un arbitrage entre les partis, c'est-à-dire en une fonction de conciliation et de persuasion". 
Dans une moindre mesure, cette fonction s'observe également sous la Ve lors des périodes de cohabitation. 
Ainsi, François Mitterrand a exercé une "fonction tribunicienne", critiquant l'action du gouvernement de cohabitation mené par Jacques Chirac, directement auprès de l'opinion publique, de 1986 à 1988.
Récemment, la magistrature d'influence est utilisée pour qualifier la méthode de travail de certaines institutions internationales, en particulier celle de l'Organisation des Nations unies.
La magistrature d'influence est aussi utilisée pour qualifier la méthode de travail des autorités administratives indépendantes.